# André Nelis
André Nelis (ur. 29 października 1935 w Borgerhout, zm. 9 grudnia 2012 w Antwerpii) – belgijski żeglarz sportowy, dwukrotny medalista olimpijski.
Startował w klasie Finn. Zdobył w niej srebrny medal na igrzyskach olimpijskich w 1956 w Melbourne i brązowy na igrzyskach olimpijskich w 1960 w Rzymie. Na obu tych igrzyskach był chorążym reprezentacji Belgii. Startował również na igrzyskach olimpijskich w 1964 w Tokio, gdzie zajął 10. miejsce.
Był zwycięzcą Finn Gold Cup, czyli mistrzostw świata w klasie Finn w 1956 i 1961, wicemistrzem w latach 1958-1960 oraz brązowym medalistą w 1957 i 1962.
Później zajął się wytwarzaniem żagli. Jego fabryka spłonęła w 1984, wraz z medalami olimpijskimi, których kopie ofiarował Nelisowi Jacques Rogge (przewodniczący MKOl i były olimpijczyk w klasie Finn) 25 lat później.
Zmarł w 2012 na raka.